# Эр-сюр-ла-Лис
Эр-сюр-ла-Лис (фр. Aire-sur-la-Lys) — коммуна во Франции, регион О-де-Франс, департамент Па-де-Кале, округ Сент-Омер, кантон Эр-сюр-ла-Лис. Расположена в 50 км к западу от Лилля и в 54 км к юго-востоку от Кале, в 7 км от автомагистрали А26 «Англия», в месте пересечения реки Лис и канала Дюнкерк-Шельда.
Население (2018) — 9 772 человека.

## История
Впервые Эр-сюр-ла-Лис упоминается в источниках в 857 году. Он развивался вокруг замка и форта, построенного графом Бодуэном II Фландрским для защиты от нападений норманнов. Новое развитие город получил в связи строительством в нем в XV веке Коллегиатной церкви Святого Пьера.
Между 1127 и 1710 годами город десять раз подвергался осадам. В 1196 году он был отделен от владений графов Фландрских и передан графам Артуа, в дальнейшем принадлежал Бургундии и Испании.
В 1676 году город был взят французами и его оборонительные укрепления были серьезно реконструированы Вобаном. Тем не менее испанцы вновь завладели городом и сохраняли его за собой до 14 апреля 1713 года, когда он по условиям Утрехтского договора окончательно перешел к Франции.
В 1893 году фортификационные сооружения Вобана, потерявшие оборонительное значение, были снесены.

## Достопримечательности
- Коллегиатная церковь Святого Петра XV—XVIII веков в романском стиле
- Здание Le Bailliage (место работы бальи) — памятник архитектуры Фламандского Ренессанса конца XVI века, символ Эр-сюр-ла-Лиса
- Беффруа (колокольня), включенная в список памятников ЮНЕСКО в составе группы беффруа Бельгии и Северной Франции
- Часовня Святого Жака XVII века, бывший иезуитский колледж
- Аббатство Сен-Августин-де-Кларк
- Часовня Бодель
- Здание старой пивоварни на берегу Лиса
- Остатки фортификационных укреплений Вобана, в основном — подземные галереи

## Экономика
Структура занятости населения:
- сельское хозяйство — 1,4 %
- промышленность — 13,9 %
- строительство — 7,2 %
- торговля, транспорт и сфера услуг — 46,8 %
- государственные и муниципальные службы — 30,6 %

Уровень безработицы (2017) — 18,5 % (Франция в целом — 13,4 %, департамент Па-де-Кале — 17,2 %). 

Среднегодовой доход на 1 человека, евро (2018) — 19 260 (Франция в целом — 21 730, департамент Па-де-Кале — 19 200).

## Демография
Динамика численности населения, чел.

### Известные уроженцы, жители
Люсье́н Жан-Бати́ст Бо́денс (фр. Jean Baptiste Lucien Baudens; 3 апреля 1804, Эр-сюр-ла-Лис — 27 декабря 1857, Париж) — французский военный хирург.

## Администрация
Пост мэра Эр-сюр-ла-Лиса с 2008 года занимает Жан-Клод Диссо (Jean-Claude Dissaux), член Совета департамента Па-де-Кале. На муниципальных выборах 2020 года возглавляемый им левый список победил в 1-м туре, получив 69,13 % голосов.
| Период | Период | Фамилия            | Партия                                                       | Примечания                                                               |
| ------ | ------ | ------------------ | ------------------------------------------------------------ | ------------------------------------------------------------------------ |
| 1971   | 2001   | Франс-Ксавье Бекюв | Объединение в поддержку Республики                           | предприниматель, член Генерального совета департамента                   |
| 2001   | 2008   | Андре Демаре       | Объединение в поддержку Республики Союз за народное движение |                                                                          |
| 2008   |        | Жан-Клод Диссо     | Социалистическая партия Разные левые                         | главный инженер компании, член Генерального совета и Совета департамента |

## Знаменитые уроженцы
- Рене Гобле (1828—1905), учёный, политик и государственный деятель, премьер-министр Франции в 1886—1887 гг.
- Альфред Жан Лемер (1842-1907), франко-иранский композитор, основоположник академической музыки в Иране
- Эрик де Бишоп (1891—1958), путешественник, этнограф, писатель, исследователь Полинезии
- Луи Фремо (1921—2017), дирижёр

## Города-побратимы
- Старри, Англия
- Менден, Германия
- Флинт, Уэльс

## Галерея
- Фасад церкви Святого Петра
- Центральный неф собора Святого Петра
- Беффруа
- Фасад часовни Бодель
- Мэрия
- Памятник погибшим
- Здание Café de la Gare